# Niels Jørgen Langkilde
Niels Jørgen Martins da Costa Santos Langkilde (født 12. april 1952 i Nørresundby) er en dansk redaktør, der 1994−1998 var medlem af Folketinget, valgt for Det Konservative Folkeparti i Odense Sydkredsen (Fyns Amtskreds).
Langkilde blev matematisk-biologisk student fra Fredericia Gymnasium i 1971 og blev uddannet mag.art. i nordisk sprog og litteratur fra Odense Universitet i 1985. I en periode arbejdede han som underviser (Folkeskolen, FOF og Vestfyns Gymnasium), men i 1984 blev han ansat i Det Konservative Folkepartis politisk-økonomiske afdeling, hvor han var frem til 1988, siden 1986 som souschef. I 1988 var han med til at starte TV 2/Danmark og blev 1989 stationens informationschef; da han i 1993 blev folketingskandidat, skiftede han til redaktør med ansvar for bl.a. tekst-tv og medieforskning. 1998-2006 var han koncerninformationschef i MTG, der bl.a. er moderselskabet for Viasat og TV3. 2007-2008 branchedirektør i BFE (Brancheforeningen for Forbrugerelektronik). 2006-2011 senior project manager i kommunikationsvirksomheden Waterfront Communications. 2011-2016 kommunikationsdirektør i Dansk Høre Center.
Langkilde er fra 1998 indehaver af Miljø og Medier, partner i Cultimo Arkiveret 2. marts 2020 hos  Wayback Machine fra 2019, grundlagde H. C. Andersen Instituttet  i 2012, der har afdelinger i Rio de Janeiro og Sandholts Lyndelse Sogn på Fyn. Langkilde har titel af kommunikationsdirektør. Fra 2018 adm. direktør for Vemmelev OKL og ligeledes bestyrelsesformand for DWT A/S. Medlem af Naturklagenævnet 1995-1999, medstifter af H. C. Andersen Priskomité og medlem i to perioder fra 1995, medlem af Det Etiske Råd 2004-2007, bestyrelsesmedlem i Center for Kultur og Udvikling 2004-2007, bestyrelsesformand 2011, medstifter af og bestyrelsesmedlem i Kaj Munk Forskningscenter ved Aalborg Universitet siden 2005, censor i faget Kommunikation og interkulturel forretning ved universiteterne siden 2006 samt bestyrelsesmedlem og landssekretær i Patientforeningen 2012-2016, formand 2016-2017 samt landssekretær og forskningsansvarlig fra 2018. 
Det politiske engagement begyndte i gymnasietiden, hvor Niels Jørgen Langkilde fra 1971 til 1972 var landsformand for Konservative Gymnasiaster. 1983-1984 var han næstformand for Danmarks Konservative Studerende. I 1993 blev han folketingskandidat for Det Konservative Folkeparti i Odense Sydkredsen, blev valgt til Folketinget ved valget 21. september 1994 og var medlem frem til 10. marts 1998. Efter at have været bestyrelsesmedlem i flere perioder blev Langkilde 1986 valgt til formand for Den konservative Presseforening.
Niels Jørgen Langkilde har været medlem af forskellige menighedsråd og en lang række frivillige foreningsbestyrelser. Forfatterskabet omfatter en række politiske bøger om 1984-1987, TV 2 seertal, 1991, og Holdning og Visioner, 1996. Redaktør af bl.a. Studenteravisen, 1983-1984, Fritid og Samfund, 1986-1989, Odense Konservative Avis 1994-1998, Bulletin 2007-2008, Magasinet for Danske Ejerledere 2014 ff. samt diverse kirkeblade og nyhedsbreve. Foredragsholder og forelæser i ind- og udland. Bopæl Sandholts Lyndelse Sogn, Fyn, og Ipanema, Rio de Janeiro.